# Frank Raad
Frank Martin Raad (Johnstown, 24 giugno 1879 – Altoona, 8 agosto 1940) è stato un ginnasta e multiplista statunitense.

## Carriera
Raad partecipò ai Giochi olimpici di Saint Louis 1904 nelle gare di triathlon e ginnastica. Giunse sessantanovesimo nel concorso generale individuale, novantaduesimo nel triathlon e quarantottesimo nel concorso a tre eventi.